# Groupement pour la modernisation du système d'information hospitalier
Le Groupement pour la modernisation du système d’information hospitalier (GMSIH) est un groupement de coopération qui fédérait l’expression des besoins des établissements de santé publics et privés dans le domaine des systèmes d’information. C’était un organisme référent dans son domaine d’activité pour les établissements de santé, les pouvoirs publics et les industriels.
Créé par le législateur en 2000, pour une période initiale de 7 années, les missions du GMSIH ont été renouvelées et étendues en 2006 afin de contribuer à la coordination des soins. Le GMSIH a été intégré à l'Agence nationale d'appui à la performance des établissements de santé et médico-sociaux, l'ANAP, en octobre 2009.

## Rôle principal du GMSIH
Le GMSIH est au service des établissements et des réseaux de santé :
- en publiant des référentiels, ;
- en accompagnant concrètement la mise en œuvre de ses référentiels et la conduite du changement dans les établissements ;
- en les représentant dans les organismes de normalisation ;

Le GMSIH, en tant qu’organe référent pour le système d’information de coordination des soins, donne à l’État des avis et des conseils sur les politiques publiques du domaine.

## Missions confiées par le législateur
La mise en cohérence des systèmes d’information utilisés par les établissements de santé, la contribution à leur interopérabilité et leur ouverture, tout en aidant à développer leur sécurité.
Une nouvelle mission incombe au GMSIH : celle de favoriser l’échange de l’information dans les réseaux de santé en vue de l’amélioration de la coordination des soins.

## Regroupement
En octobre 2009, le GMSIH a fusionné avec le MAINH, et le MEAH pour devenir l'Agence Nationale d'Appui à la Performance des établissements sanitaires et médicosociaux. L'ensemble des publications et une majorité des compétences du GMSIH ont été intégrées à l'ANAP lors de cette fusion.